# Kölesd, Tolna
Kölesd  este un sat în districtul Szekszárd, județul Tolna, Ungaria, având o populație de 1.501 locuitori (2011). 

## Demografie
Componența etnică a satului Kölesd
     Maghiari (96,79%)
     Romi (1,71%)
     Necunoscut (0,43%)
     Alții (1,07%)
Componența confesională a satului Kölesd
     Romano-catolici (34,44%)
     Fără religie (21,59%)
     Reformați (18,65%)
     Luterani (7,33%)
     Necunoscută (17,19%)
     Alte religii (1,67%)
Conform recensământului din 2011, satul Kölesd avea 1.501 locuitori. Din punct de vedere etnic, majoritatea locuitorilor (96,79%) erau maghiari, cu o minoritate de romi (1,71%). Apartenența etnică nu este cunoscută în cazul a 0,43% din locuitori. Nu există o religie majoritară, locuitorii fiind romano-catolici (34,44%), persoane fără religie (21,59%), reformați (18,65%) și luterani (7,33%). Pentru 17,19% din locuitori nu este cunoscută apartenența confesională.